# Стебурако, Всеволод Николаевич
Всеволод Николаевич Стебурако (род. 1981, Жлобин) — Белорусский поэт и писатель. Лауреат премии «Золотой апостроф» в 2004 году.

## Биография
Родился в 1981 году в семье Николая и Инессы Стебурако. До 1998 года жил и учился в городе Вилейка. С 1998 года живёт в Минске. В 2003 году окончил БДПУ имени Максима Танка. С 2003 по 2006 годы учился в аспирантуре.
После окончания ВУЗа работал научным сотрудником в Государственном музее театральной и музыкальной культуры республики Беларусь. А также Преподавателем на кафедре истории Беларуси и полтитологии Белорусского государственного педагогического университета.
Творческий путь начал в 1999 году, печатаясь в белорусской газете «Наша нива». Также печалатся в таких газетах как: «Региональная газета», «Родич», «ЛиМ». Журналах «Куфэрак Виленщины» и Деяслов.
Лауреат премии «Золотой апостроф», проводимой журналом Деяслов, в номинации «Лучший дебют» (2004 год).